# Søberg Station
Søberg Station (Søberg stasjon) er en tidligere jernbanestation på Dovrebanen, der ligger ved Søberg i Melhus kommune i Norge.
Stationen blev oprettet som holdeplads 5. august 1864, da Trondhjem–Størenbanen, nu en del af Dovrebanen, blev taget i brug. Den blev opgraderet til station i 1878. Den blev nedgraderet til holdeplads 1. juni 1924 og til trinbræt 1. maj 1958. Den blev gjort fjernstyret og ubemandet 27. juli 1965. Betjeningen med persontog ophørte 29. august 1993. I dag fungerer den tidligere station som fjernstyret krydsningsspor.
Den første stationsbygning blev opført til åbningen i 1864 efter tegninger af Georg Andreas Bull men blev senere revet ned. Den anden stationsbygning blev opført i 1902 og revet ned i 1965.